# Episodi di Invader Zim (prima stagione)
La prima stagione della serie animata Invader Zim, composta da 20 episodi (36 segmenti), è stata trasmessa negli Stati Uniti d'America da Nickelodeon dal 30 marzo 2001 al 12 luglio 2002.
In Italia la stagione è stata trasmessa dal 19 maggio 2006 su Nickelodeon.
| nº  | Titolo originale                     | Titolo italiano                 | Prima TV USA      | Prima TV Italia |
| --- | ------------------------------------ | ------------------------------- | ----------------- | --------------- |
| 1   | The Nightmare Begins                 | L'inizio dell'incubo            | 30 marzo 2001     | 19 maggio 2006  |
| 2a  | Bestest Friend                       | Amico per la pelle              | 13 aprile 2001    |                 |
| 2b  | NanoZim                              | Titani in miniatura             | 13 aprile 2001    |                 |
| 3a  | Parent-Teacher Night                 | A scuola con mamma e papà       | 6 aprile 2001     |                 |
| 3b  | Walk of Doom                         | Questione di orientamento       | 6 aprile 2001     |                 |
| 4a  | Germs                                | Germi!                          | 20 aprile 2001    |                 |
| 4b  | Dark Harvest                         | Il collezionista d'organi       | 20 aprile 2001    |                 |
| 5a  | Attack of the Saucer Morons          | Attacco dei babbei filo-alieni  | 27 aprile 2001    |                 |
| 5b  | The Wettening                        | I gavettoni                     | 27 aprile 2001    |                 |
| 6a  | Career Day                           | Cosa vuoi fare da grande?       | 4 maggio 2001     |                 |
| 6b  | Battle-Dib                           | Provino                         | 4 maggio 2001     |                 |
| 7a  | Planet Jackers                       | Pianeta rubato                  | 31 agosto 2001    |                 |
| 7b  | Rise of the Zitboy                   | Il foruncolo ipnotico           | 31 agosto 2001    |                 |
| 8a  | Invasion of the Idiot Dog Brain      | Invasione del cervello robot    | 24 agosto 2001    |                 |
| 8b  | Bad, Bad Rubber Piggy                | Maialini della storia           | 24 agosto 2001    |                 |
| 9a  | A Room with a Moose                  | Stanza dell'alce                | 17 agosto 2001    |                 |
| 9b  | Hamstergeddon                        | Cricetorribus                   | 17 agosto 2001    |                 |
| 10a | Plague of Babies                     |                                 | 7 settembre 2001  |                 |
| 10b | Bloaty's Pizza Hog                   | Pizzeria del Buzzicone          | 7 settembre 2001  |                 |
| 11a | Door to Door                         |                                 | 29 marzo 2001     |                 |
| 11b | FBI Warning of Doom                  |                                 | 29 marzo 2001     |                 |
| 12a | Bolognius Maximus                    | Trasformazione mortadella       | 28 settembre 2001 |                 |
| 12b | Game Slave 2                         | Schiavo del gioco 2             | 28 settembre 2001 |                 |
| 13  | Battle of the Planets                | La battaglia dei pianeti        | 5 aprile 2002     |                 |
| 14  | Halloween Spectacular of Spooky Doom | Orrendo spettacolo di Halloween | 26 ottobre 2001   |                 |
| 15a | Mysterious Mysteries                 | Misteri misteriosi              | 22 marzo 2002     |                 |
| 15b | Future Dib                           | Doppio Dib                      | 22 marzo 2002     |                 |
| 16a | Hobo 13                              | Addestramento militare          | 12 luglio 2002    |                 |
| 16b | Walk For Your Lives                  | Si salvi chi può ma con calma   | 12 luglio 2002    |                 |
| 17a | Megadoomer                           |                                 | 26 aprile 2002    |                 |
| 17b | Lice                                 |                                 | 26 aprile 2002    |                 |
| 18a | Abducted                             | Sequestro                       | 12 aprile 2002    |                 |
| 18b | The Sad, Sad Tale of Chickenfoot     |                                 | 12 aprile 2002    |                 |
| 19a | GIR Goes Crazy and Stuff             |                                 | 24 maggio 2002    |                 |
| 19b | Dib's Wonderful Life of Doom         |                                 | 24 maggio 2002    |                 |
| 20  | Tak: The Hideous New Girl            | Nuova compagna di scuola        | 10 maggio 2002    |                 |